# Registre sensoriel
On appelle registre sensoriel, ou « mémoire sensorielle » la structure qui garde pendant un très court laps de temps (quelques millisecondes) l'information sensorielle, c'est-à-dire, les sons, les images, les odeurs, etc., qui nous atteint la plupart du temps inconsciemment.
L'enregistrement sensoriel est ce qui nous met en contact avec le monde extérieur. En effet, à chaque instant nous sommes exposés à une multitude de stimuli, dont pour la plupart nous ne prenons pas conscience. Cependant, même s'il est nécessaire de porter notre attention sur ces stimuli pour en saisir le sens, cela ne veut pas dire qu'ils ne sont pas enregistrés par notre organisme. Au contraire, toutes les informations qui atteignent nos sens sont enregistrées. 
On compte la mémoire olfactive comme étant la meilleure. En effet, des études[réf. souhaitée] ont mené au constat qu'une odeur, bien qu'on n'en ait pas pris conscience, reste enregistrée pour toute la vie ou presque.
Un auteur s'est penché sur cette idée de mémoire olfactive, Marcel Proust.
En effet, celui-ci a remarquablement évoqué le parfum des petites madeleines trempées dans le thé, analysé les souvenirs qui s'y rattachaient et repéré les mécanismes de la mémoire olfactive.
« Et tout d'un coup le souvenir m'est apparu. Ce goût, c'était celui du petit morceau de madeleine que le dimanche matin à Combray ma tante Léonie m'offrait. La vue de la petite madeleine ne m'avait rien rappelé avant que je n'y eusse goûté. Mais, quand d'un passé ancien rien ne subsiste, après la mort des êtres, après la destruction des choses, seules, plus frêles mais plus vivaces, plus immatérielles, plus persistantes, plus fidèles, l'odeur et la saveur restent encore longtemps, comme des âmes, à porter sans fléchir l'édifice immense du souvenir. »